# Głotowka (obwód uljanowski)
Głotowka (ros. Глотовка) – osiedle typu miejskiego w Rosji, w obwodzie uljanowskim, w rejonie inzieńskim. W 2010 liczyło 2428 mieszkańców.